# Stopplaats Wiene
Stopplaats Wiene (telegrafische code: we) is een voormalig stopplaats aan de Spoorlijn Zutphen - Glanerbrug, aangelegd door de Staat der Nederlanden. De stopplaats lag bij buurtschap Wiene, tussen station Goor en station Delden bij km 34,675, tegenover wachterswoning 27.

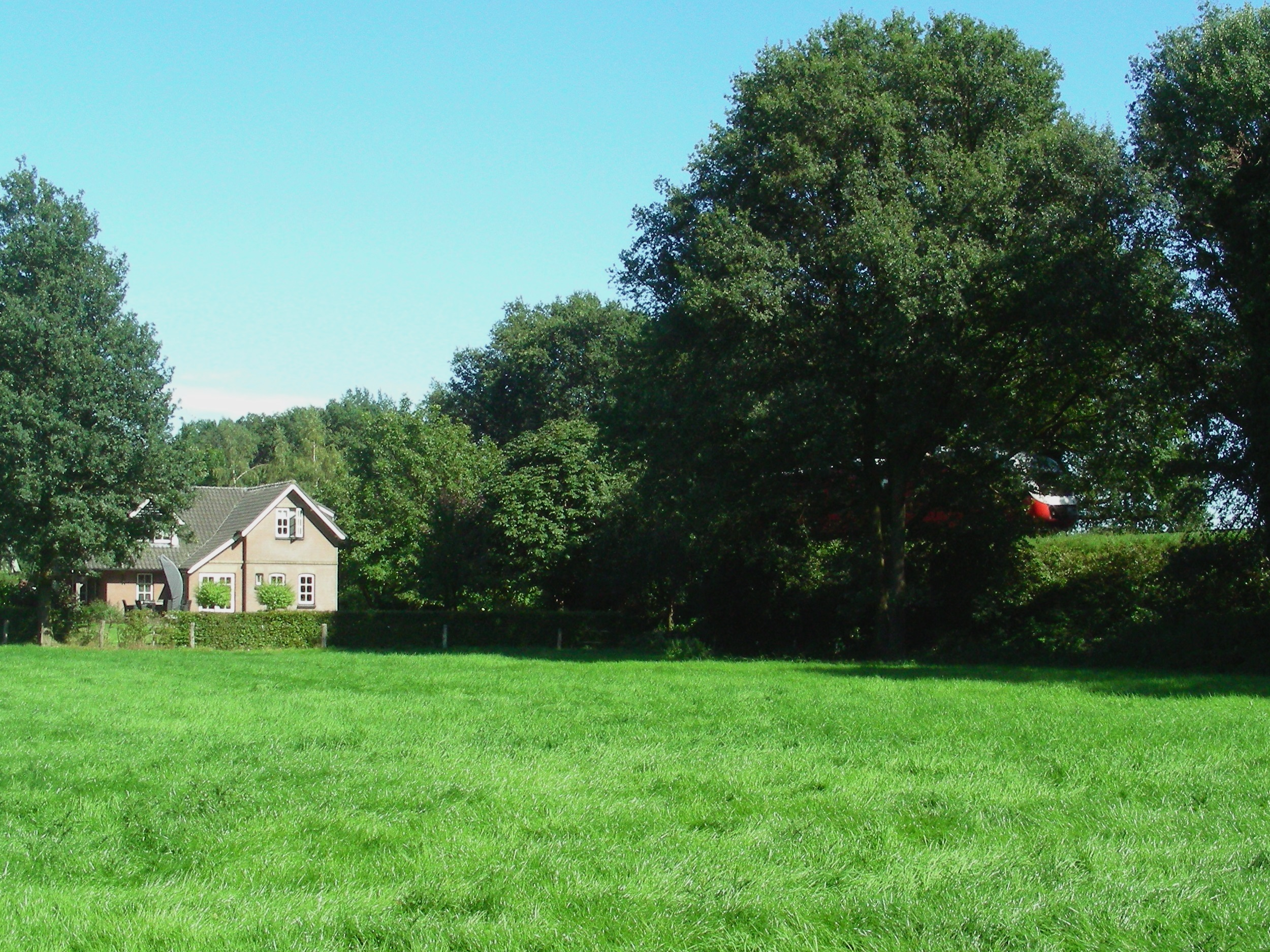
Baanwachtershuis 27, ter hoogte van de voormalige stopplaats Wiene

De emplacementstekening uit 1908 toont aan de zuidzijde van de lijn een perron met abri. Ook een wachtershuisje voor de bediening van de “trekbomen” bij de overwegen van de Tankinksteeg richting Goor en de “Publieke overweg” richting Delden. Er was een toegangsweg vanaf de Tankinksteeg en vanaf de naamloze weg.
De stopplaats is geopend op 1 mei 1908 . De stopplaats was opgenomen in de dienstregelingen van o.a. 1912
en 1929 en staat vermeld op de topografische militaire kaart van 1935.
De stopplaats is gesloten op 15 mei 1933 .
De aanleg van de zijtak van het Twentekanaal naar Almelo had tot gevolg dat de spoorlijn vanaf 1935 over de Spoorbrug bij Wiene werd geleid. Op de locatie van stopplaats Wiene ligt nu het talud voor die brug. De overwegen op de emplacementstekening zijn verdwenen. De wachterswoning is behouden.
0: Zutphen ·
0,5: Nieuwstad ·
3,1: Eefde ·
10,2: Laren-Almen ·
16,9: Lochem ·
24,3: Markelo ·
30,1: Goor ·
34,7: Wiene ·
39,7: Delden ·
43,4: Hengelo Gezondheidspark ·
43,8: Tuindorp-Nijverheid ·
45,6: Hengelo ·
46,4: Hengelo FBK stadion ·
47,4: De Waarbeek ·
49,3: Enschede Kennispark ·
53,2: Enschede ·
53,7: Hengeloschestraat ·
54,2: Oldenzaalschestraat ·
57,9: Enschede De Eschmarke ·
59,4: Glanerbrug